# David Unsworth
Pour les articles homonymes, voir Unsworth.
David Michael Unsworth est un footballeur anglais né le 16 octobre 1973 à Chorley.

## Palmarès
- Vainqueur de la FA Cup en 1995.
- 1 sélection et 0 but avec l'équipe d'Angleterre en 1995.